# Sandrine Ngueffo
Sandrine Ngueffo est une actrice réalisatrice scénariste et productrice camerounaise née le 23 novembre en 1994 à Bamesso, dans l'ouest du Cameroun.

## Biographie

### Enfance et débuts
Après les études en management de la chaîne logistique, Sandrine Ngueffo  se tourne vers le théâtre et le cinéma. Elle poursuit une formation en technique d'écriture de scénario.

### Carrière
Le premier essai de Sandrine Ngueffo dans la réalisation s’intitule Mo’okepon, un court-métrage produit en 2015. Deux ans plus tard, la jeune réalisatrice revient avec un nouveau projet un film dont le titre est Bondi. 
elle signe le scénario de la série du réalisateur camerounais Jean De Dieu Tchegnebe, Samba le général.
Elle fonde la société de production Greatkonee Films basée à Douala, dont l'objectif est de produire des films de qualité.

## Filmographie
- La fin d'un supplice (2017) [5]

- 2015 (court métrage) : Mo'okepon
- 2017 (court métrage) : Bondi

## Série télévisée
- Nenann (2018-2020) [6]
- Djangui Show (2021) [7]
- Bakenouya (2024) [8]

## Prix et récompenses
- 2015 :  prix de meilleur film au FICIB et est sélectionné en compétition officielle- court métrage  national au festival Écrans noirs